# Abbottina binhi
Abbottina binhi je paprskoploutvá ryba z čeledi kaprovití (Cyprinidae).
Druh byl popsán roku 2001 Nguyễnem, V. Hảo.

## Popis a výskyt
Podle Mezinárodního svazu ochrany přírody (IUCN) není jisté, zda se jedná o rybu z rodu hrouzkovka (Abbottina).
Byla nazelena v řece Bang ve vietnamské provincii Cao Bang.
Více informací v současné době není známo. IUCN zařadil druh do kolonky chybí údaje.